# Piazza Vittorio Veneto (Paternò)
La piazza Vittorio Veneto di Paternò, nella città metropolitana di Catania, è una delle principali piazze del centro storico della città siciliana, la maggiore in termini di superficie.

## Storia e descrizione
Si trova nella parte sud-ovest della città di Paternò, e all'origine la sua intitolazione era piazza Sant'Antonio, per la presenza della chiesa di Sant'Antonio Abate, che dà il nome anche al quartiere, detto appunto di Sant'Antonio. 
Assunse l'attuale denominazione alla fine della prima guerra mondiale, in ricordo della battaglia di Vittorio Veneto, che diede fine alle ostilità tra gli eserciti italiano e austro-ungarico, conclusasi con la vittoria delle truppe italiane comandate dal generale Armando Diaz.
Nel gergo popolare il luogo viene chiamato 'u chianu o jovi, termine dialettale che vuol significare "Piano del giovedì", in quanto è stato anticamente la sede del mercato cittadino che si svolgeva il giovedì, e che dai primi del dopoguerra fino agli anni ottanta del XX secolo fu trisettimanale poiché si svolgeva il lunedì, giovedì e sabato. Per questa ragione la piazza è conosciuta anche come piazza del Mercato.
È la più grande piazza di Paternò per estensione e svolge un importante ruolo viario. Dalla parte nord apre alla via Santa Caterina e alla via Roma, mentre nella parte sud apre alla via Circumvallazione e alla via Verga, quest'ultima, la strada che conduce al Simeto. Ha forma irregolare, più larga nella parte superiore e più stretta nella parte inferiore, quasi ad assumere una particolare forma "a imbuto". È caratterizzata dalla presenza di alberi, ed è ibrida dal punto di vista architettonico, essendovi concentrati infatti edifici civili di diverse epoche, ovvero palazzi di stile neoclassico e di stile moderno. 
Tra i palazzi storici, il più importante è il palazzo GIL, attualmente sede della Condotta Agraria, unità operativa territoriale dell'Assessorato alle Attività agricole della Regione Siciliana.